# Demon's World
Demon's World (ホラーストーリー, Horror Story en Japón) es un videojuego de arcade y plataformas desarrollado por Toaplan y publicado por Taito en 1989.

## Juego
Demon's World se compone de varias fases lineales "autoscrolling". Armado con una pistola, el jugador debe saltar o disparar sobre los fantasmas y monstruos que infestan cada zona. A lo largo del camino el jugador puede recoger power-ups para cambiar su arma y poder disparar rayos láser, bombas, o incluso 3 balas a la vez.
El juego comenzará en una fase ubicada en un establecimiento oriental, con diversas bebidas espirituosas y criaturas del folclore japonés, como karakasa, chōchinobake, kappa, hitotsume-kozou y rokurokubi. Al avanzar en el juego y cambiar de fases, el jugador se enmbarca en un barco fantasma y, a continuación, cruza el viejo oeste americano, incluyendo una ciudad fantasma y un cañón, habitados por fantasmas y monstruos familiares de la cultura occidental (Frankenstein, Drácula e incluso Jason Voorhees) El final del juego se desarrolla en un marco medieval con castillos malditos y mazmorras infestadas de armaduras embrujadas, duendes y dragones.
- Datos: Q3819327